# Фріджа

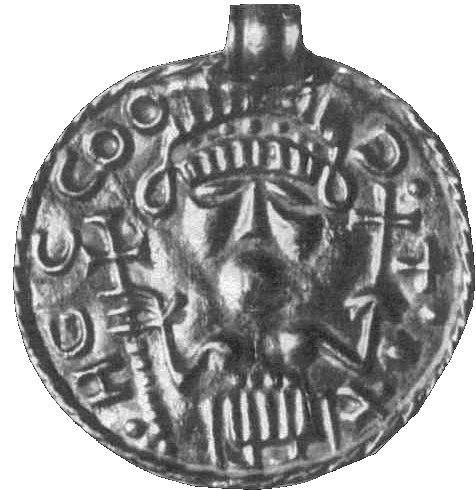
Брактеат Вельшинген-Б (IK 389)

Фріджа, Фрігг («Frigg-Frija») — реконструйоване ім'я або епітет гіпотетичної передбачуваної загальногерманської богині кохання, найвидатнішої представниці * Ansiwiz (богів) жіночої статі, яку часто іяку часто ототожнюють із дружиною головного бога * Wōdanaz (Woden — Одін).

## Запропонована етимологія
Ім'я *Frijjō (давньоскандинавське Frigg, давньоверхньонімецьке Frīja) зрештою походить від протоіндоєвропейського *prih-y(a)h, спорідненого санскритському priya «милий, коханий». Однак у германських мовах значення слова розділилося на два корені: один пов'язаний із семантичним значенням «любов, залицяння, дружба» (англ. friend), а інший — із значенням «свобода» (англ. free). Іншими спорідненими є:
- Готське frijôn — перекладається як φιλειν, αγαπαν «любити».
- Англосаксонське freogan, freon.
- Старосаксонське friehan.
- Сучасні германські слова для друга, наприклад Freund.

Давньоверхньонімецьке дієслово frijôn «nubere, uxorem ducere - свататися, взяти дружину» (сучаснонімецьке freien) контрастує з frijan «liberare». Воно чуже для верхньонімецької мови і, ймовірно, було прийнято з нижньонімецької мови.

## Похідні
Західногерманськими теонімами є англосаксонське *Frīg, староверхньонімецьке Frīja, нижньонімецьке (Нижня Саксонія) Frike, Freke (Fru Freen, Fru Frien, Fru Freke, Fru Frick, Fuik, Frie) і ломбардське Frea, засвідчені в «Origo Gentis Langobardorum» («Походження народу лангобардів»). Ім'я англосаксонської богині відоме лише з назви дня тижня, хоча frīg (сильний жіночий рід) як загальний іменник, що означає «кохання» (в однині) або «прихильність, обійми» (у множині) засвідчено в поезії.
День тижня п'ятниця в англійській мові названо на честь богині Фрігг (давньоанглійська frigedæg). П'ятниця давньоскандинавською мовою називалася Frjádagr, що походить від південногерманської форми Богині, сучасною фарьою це називається fríggjadagur. Форма freyjudag є винятковою, її засвідчено «Breta sögur». У давньоверхньонімецькій мові немає зв'язків дня тижня з Freya (що було б * Frouwûntac), звичайні форми походять від Frija: Frîatac, Frîjetac, тепер Freitag.

## Поетичні епітети
Існують деякі свідчення того, що до цієї богині застосовували епітет *frawjō «пані». Ці два імені плутали з давніх часів, особливо в давньоанглійській мові, де основа *frīj- з'являється як frēo-, frīo-, frēa- (скорочення *īj- і наступної голосної заднього ряду) поряд з менш частотною формою основи frīg- (/fri: j-/), завдяки розвитку ковзання між ī і наступною голосною переднього ряду. Спочатку ці дві форми мали б фігурувати у взаємодоповнюючому розподілі в межах однієї парадигми (наприклад, чоловічий називний відмінок однини frēo, чоловічий родовий відмінок однини frīges), але в засвідченій давньоанглійській мові аналогічні форми вже присутні, і розподіл більше не є взаємодоповнювальним.

Відповідаючи на запитання, Якоб Грімм сказав:
З усього цього ми розуміємо, що форми і навіть значення двох імен тісно межують одне з одним. Фрейя означає приємну, радісну, милу, милостиву богиню, Фрігг — вільну, красиву, милу; до першого додається загальне поняття frau (коханка), до останнього — frî (жінка). 
Лінгвістичне обговорення цих імен ускладнюється проблемами германської мови. Давньоскандинавське Frigg, friggjar-dagr пов'язане з frakkr «вільний, сміливий», спорідненим із давньоанглійським frēo, готським freis «вільний».

## Характеристики
Фрігг і Фрейя пов'язані з ткацтвом, поєднуючи в собі аспекти богині кохання та богині домашнього господарства.
У Швеції та деяких регіонах Німеччини астеризм «Пояс Оріона» відомий як «Прядка» або «Веретено».

## B7 брактеати
«Жіночий» тип брактеатів (Frauenbrakteaten, тип B7, також званий типом Fürstenberg або Oberwerschen) було визначено як, можливо, зображення Фріджу-Фрію.
Відомо п'ять брактеатів цього типу: IK 259 (Гросфанер-B); IK 311 (Гоенмельзен-B); IK 350 (місце знахідки невідоме, згідно з «південно-західною Німеччиною»); IK 389 (Вельшинген-); та IK 391 (Гудме II-B). На кожному з них зображено жіночу фігуру, яка тримає хрестоподібний жезл, що трактується як прялка. IK 350 додатково прикрашено кількома хрестами, а IK 259 має також свастики. Іконографічно пов'язані п'ять золотих брактеатів, знайдених у Гюфінгені, Баварія.